# Careproctus macrophthalmus
Careproctus macrophthalmus är en fiskart som beskrevs av Chernova 2005. Careproctus macrophthalmus ingår i släktet Careproctus och familjen Liparidae. Inga underarter finns listade.